# Bostrichoidea
A Bostrichoidea a rovarok (Insecta) osztályába, ezen belül a bogarak (Coleoptera) rendjébe és a mindenevő bogarak (Polyphaga) alrendjébe tartozó öregcsalád.

## Rendszerezés
Az öregcsaládba tartozó családok:
- álszúfélék (Anobiidae) (Fleming, 1821)
- csuklyásszúfélék (Bostrichidae) (Latreille, 1802)
- porvafélék (Dermestidae) (Latreille, 1804)
- Endecatomidae (LeConte, 1861)
- falébogárfélék (Nosodendridae) (Erichson, 1846)

## Képek

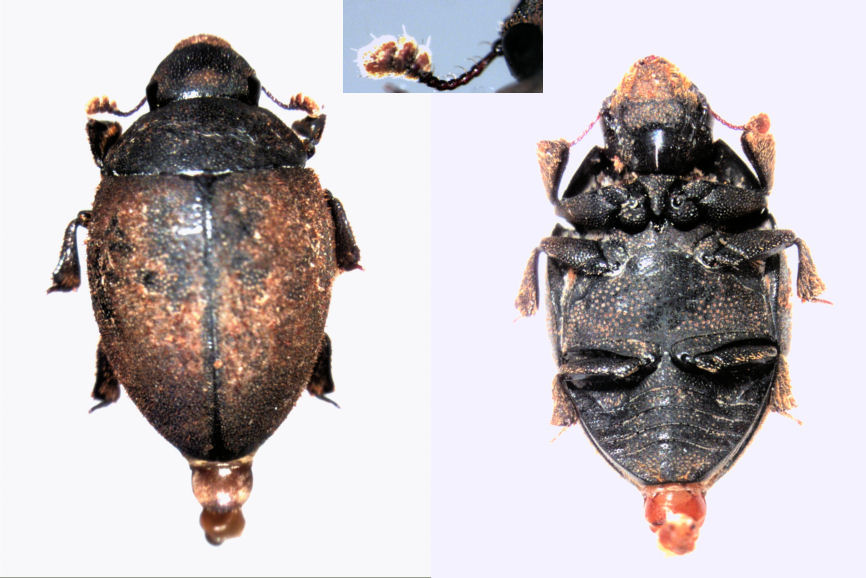
Nosodendron ovatum (falébogárfélék)
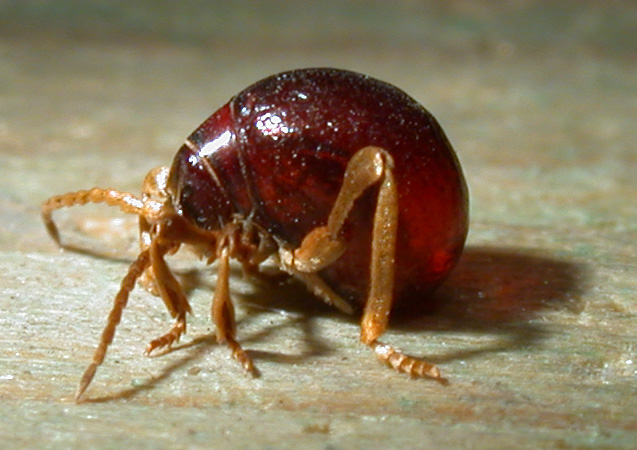
Gibbium psylloides (álszúfélék)
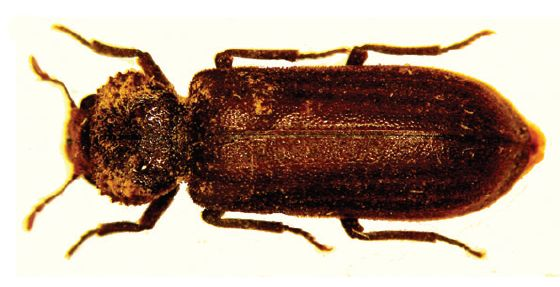
Apoleon edax (csuklyásszúfélék)
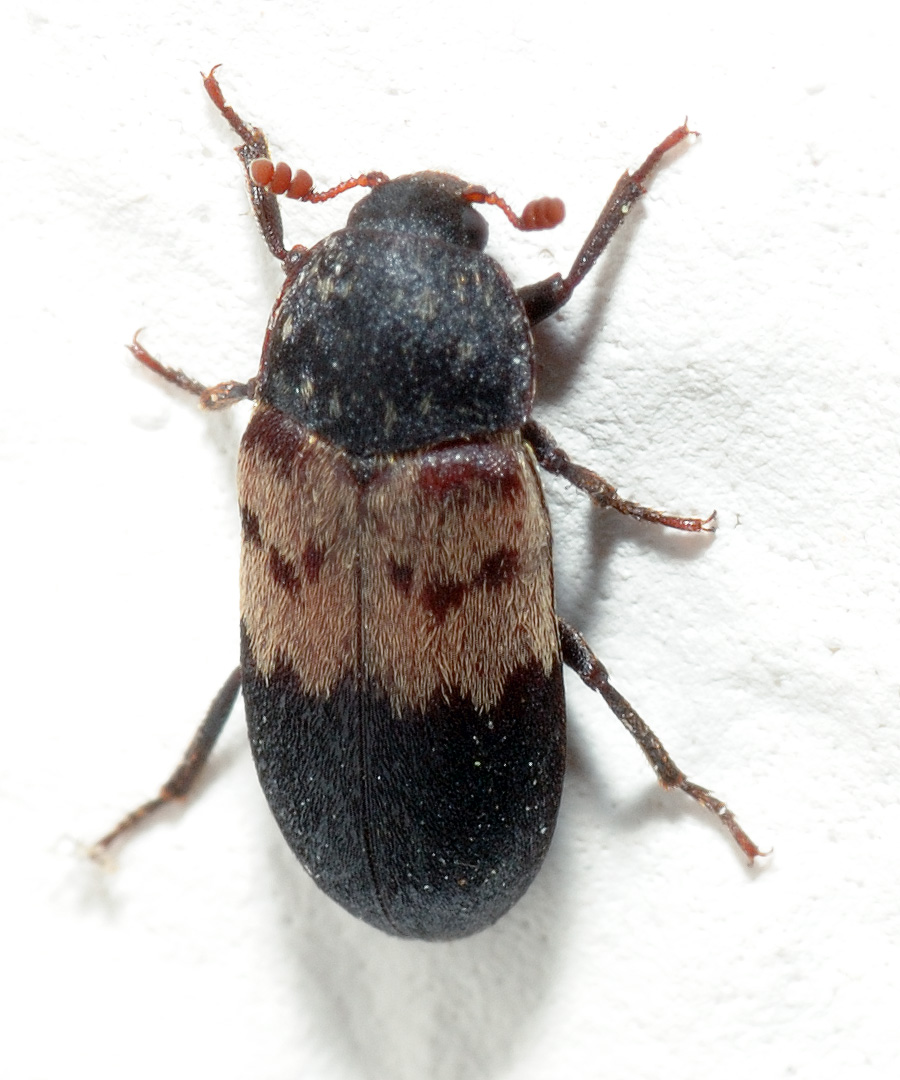
Dermestes lardarius (porvafélék)